# Ру-Лавернь, Пьер Селестен
Пьер Селестен Ру-Лавернь (фр. Pierre-Célestin Roux-Lavergne; 19 мая 1802, Фижак, Ло, Франция — 14 февраля 1874, Ренн Бретань) — французский прозаик и политический деятель, историк, педагог, доктор наук (с 1847), профессор истории и философии университета в Рене.

## Биография
Учительствовал, был инспектором начальных школ, профессором истории и философии университета в Рене.
Ревностный последователь христианского социализма, учения Филиппа Бюшеза, стремившегося сочетать католические доктрины с демократическими. Некоторое время участвовал в разработке парламентской истории французской революции Бушеза. Вместе с ним издал: «Histoire parlementaire de la Révolution française, ou Journal des assemblées nationales depuis 1789 jusqu’en 1815» («Парламентская история французской революции», в 40 томах, Париж, 1833—38), богатое и важное собрание материалов для истории французской революции, свод которых сделан с республиканской точки зрения.
На созванном в 1833 году историческим институтом европейском конгрессе он с большой силой защищал неокатолицизм Бюшеза против нападок последователей Шарля Фурье.
Вскоре П. Ру-Лавернь вернулся к правоверному католицизму.
В 1848—1849 годах — депутат учредительного собрания, где защищал реакционную политику Луи Бонапарта и одобрял экспедицию против римской республики. Не будучи выбранным в законодательное собрание, стал крайним ультрамонтанистом, принял священническое звание и преподавал богословие в Ниме.

## Избранные сочинения
- «De la philosophie de l’histoire» (1850),
- «Compendium philosophiae juxta doctrinam J. Thomae Aquinatis» (1856) и введение к народному изданию Евангелия.